# The Texas Chainsaw Massacre: The Beginning
The Texas Chainsaw Massacre: The Beginning (titulada: La matanza de Texas: El origen en España, La masacre de Texas: El inicio en Argentina y Venezuela, La masacre de Texas: El comienzo en Colombia y Masacre en Texas: El inicio en México) es una película de terror de 2006 dirigida por Jonathan Liebesman y producida por Michael Bay. Es una precuela del remake The Texas Chainsaw Massacre de 2003, y está ambientada cuatro años antes que ella. Fue protagonizada por Jordana Brewster, Diora Baird, Taylor Handley, Matt Bomer y R. Lee Ermey.

## Trama
En agosto de 1939 nace un niño con malformaciones físicas en el rostro en el Condado de Travis, Texas. El bebé es abandonado en un basurero, después de que su madre muriera tras el parto. Una mujer llamada Luda Mae Hewitt lo encuentra mientras buscaba comida, y lo lleva a su casa, adoptándolo como un miembro más de su familia, y llamándolo Thomas. Treinta años más tarde, Thomas ya adulto trabaja en un matadero, el cual es cerrado. Dado que no quería dejar su trabajo, asesina a su jefe con un mazo. 
El sheriff del pueblo, Winston Hoyt, busca a Thomas por el asesinato y se dirige a la casa de los Hewitt para que Charlie Hewitt, 'tío' de Thomas, lo ayude a encontrar. Cuando el sheriff encuentra a Thomas y procede a arrestarlo, Charlie lo ataca por la espalda con una escopeta, asesinándolo. Desde entonces se hace pasar por el sheriff Hoyt, al tomar las pertenencias de éste. No obstante la decadencia del pueblo en el que viven, la familia Hewitt decide seguir viviendo en el lugar en que nacieron, dejando que los demás habitantes se muden a otras ciudades.
Mientras tanto, dos hermanos que iban a servir en la Guerra de Vietnam, Dean y Eric Hill, y sus novias, Chrissie y Bailey, sufren un accidente automovilístico en el que atropellan a una vaca, debido a que estaban discutiendo y estaban a la vez siendo perseguidos por una motociclista. Tras el accidente, Charlie/Hoyt mata a la motociclista y traslada a tres de los jóvenes bruscamente a su casa. Chrissie, que al momento del accidente salió despedida del automóvil, no es vista por el sheriff y sigue a sus amigos.
En la casa, los jóvenes son atados y torturados por la familia, Thomas comienza a matarlos por órdenes de su tío. Chrissie consigue la ayuda de un motociclista y lo guía hasta la casa donde están capturados sus amigos, pero Thomas lo asesina con una motosierra. Eric también muere a manos de Thomas, quien despelleja su rostro y confecciona una máscara con la piel. Hacia el final de la película Chrissie es capturada y es testigo de la muerte de Bailey, pero logra escapar de la casa saltando desde una ventana. Thomas la persigue con su motosierra hasta el matadero donde trabajaba. Dean intenta salvarla pero también es asesinado. 
Tras esto, la joven sube al vehículo del jefe del matadero y conduce hasta la carretera. Al divisar una patrulla policial y dirigirse hacia ella para pedir ayuda, Chrissie es asesinada por Thomas con una motosierra, quien estaba escondido en el asiento trasero, provocando que el automóvil atropelle al policía. Mientras Thomas se aleja caminando, un narrador menciona que entre 1969 y 1973 la familia Hewitt asesinó a 33 personas en el condado de Travis, Texas.

## Reparto
- Jordana Brewster como Chrissie.
- Taylor Handley como Dean A. Hill
- Diora Baird como Bailey.
- Matthew Bomer como Eric Hill.
- R. Lee Ermey como Charlie Hewitt (Sheriff Hoyt)
- Andrew Bryniarski como Thomas Hewitt (Leatherface).
- Lee Tergesen como Holden.
- Terrence Evans como "Old Monty" Hewitt.
- Kathy Lamkin como Tea Lady.
- Marietta Marich como Luda Mae Hewitt.
- Allison Marich como Luda Mae (joven).
- Leslie Calkins como Sloane.
- Tim deZarn como Supervisor.
- Lew Temple como Sheriff Winston Hoyt.
- Cyia Batten como Alex.

## Estreno
La película fue estrenada el 6 de octubre de 2006 en Estados Unidos, y recaudó más de 39 millones de dólares en aquel país. En el resto de los países recaudó 12 millones de dólares, logrando un total de $51.764.406 a lo largo del mundo. El título fue traducido como La matanza de Texas - El origen en España, La masacre de Texas: El inicio en Argentina y Venezuela, La masacre de Texas - El comienzo en Colombia y Masacre en Texas: El inicio en México.

### Recepción
The Texas Chainsaw Massacre: The Beginning obtuvo una respuesta negativa por parte de la crítica cinematográfica. La película posee un 12% de comentarios "frescos" en el sitio web Rotten Tomatoes, basado en un total de 82 críticas, mientras que en Metacritic recibió una puntuación de 29/100.